# Portal (видео-игра)
Portal је платформска игра слагалице из 2007. коју је развио и објавио Валв. Објављен је у пакету, The Orange Box, за Виндовс, Иксбокс 360 и Плејстејшн 3, а од тада је портован на друге системе, укључујући Мек ОС Икс, Линукс, Андроид (преко Нвидиа Шилд-а) и Нинтендо Свич.
Portal се првенствено састоји од низа загонетки које се морају решити телепортовањем играчевог карактера и једноставних објеката користећи „Aperture Science Handheld Portal Device“, који се често назива „порталски пиштољ“, уређаја који може да креира међупросторне портале између две равне равни. Лик играча, Чел, је изазван и исмејан од стране вештачке интелигенције по имену GLaDOS (Genetic Lifeform and Disk Operating System) да доврши сваку загонетку у Aperture Science Enrichment Center користећи порталски пиштољ уз обећање да ће добити колач када се све загонетке реше завршено. Јединствена физика игре омогућава да се кинетичка енергија задржи кроз портале, што захтева креативну употребу портала за маневрисање кроз испитне коморе. Овај елемент игре је заснован на сличном концепту из игре Narbacular Drop; многе чланове тима са DigiPen института за технологију који су радили на Narbacular Drop-у ангажовао је Валв за креирање Portal-а, што га чини духовним наследником игре.
Portal је проглашен за једну од најоригиналнијих игара 2007. године, упркос критикама због кратког трајања и ограничене приче. Добио је похвале за своју оригиналност, јединствену игру и мрачну причу са хумористичном серијом дијалога. GLaDOS, чији је глас Елен Меклејн у верзији на енглеском језику, добио је признање због своје јединствене карактеризације, а песма са завршних кредита „Still Alive“, коју је написао Џонатан Колтон за игру, похваљена је због оригиналне композиције и хуморног обрта. Portal се често наводи као једна од највећих видео игара икада направљених. Не рачунајући продају преузимања на Стиму, преко четири милиона примерака игре је продато од њеног објављивања, што је довело да постане званични продукт компаније Валв, укључујући плишане Companion Cubes, као и рекреације обожаватеља торте и порталског пиштоља.
Самосталну верзију са додатним загонеткама, Portal: Still Alive, такође је објавио Валв на услузи Xbox Live Arcade у октобру 2008. ексклузивно за Ксбок 360. Наставак, Portal 2, објављен је 2011. године, који је проширио причу, додајући неколико механика играња и кооперативни режим за више играча.

## Играње
У Порталу, играч контролише протагонисткињу, Чел, из перспективе првог лица, док је изазвана да се креће кроз низ тестних комора користећи Апертуре Aperture Science Handheld Portal Device, или порталски пиштољ, под будним надзором вештачке интелигенције GLaDOS. Порталски пиштољ може створити два различита краја портала, наранџасти и плави. Портали стварају визуелну и физичку везу између две различите локације у тродимензионалном простору. Ниједан крај није посебно улаз или излаз; сви објекти који путују кроз један портал ће изаћи кроз други. Важан аспект физике игре је преусмеравање и очување замаха. Како покретни објекти пролазе кроз портале, они долазе кроз излазни портал у истом правцу у коме је окренут излазни портал и истом брзином којом су прошли кроз улазни портал. На пример, уобичајен маневар је да се портал постави на извесној удаљености испод играча на поду, скочи кроз њега, добијајући брзину у слободном паду, и изађе кроз други портал на зиду, летећи преко процепа или друге препреке. Овај процес добијања брзине, а затим преусмеравања те брзине ка другом делу слагалице омогућава играчу да лансира објекте или Чел на велике удаљености, вертикално и хоризонтално, што се од Валва назива 'бацање'. Као што GLaDOS каже, "Лаички речено: брза ствар улази, брза ствар излази." Ако крајеви портала нису у паралелним равнима, лик који пролази кроз њега се преоријентише да буде усправан у односу на гравитацију након што напусти крај портала.
Чел и сви остали објекти у игри који могу да стану у крајеве портала ће проћи кроз портал. Међутим, снимак портала не може проћи кроз отворени портал; једноставно ће се деактивирати или креирати нови портал у офсет позицији. Креирање краја портала тренутно деактивира постојећи крај портала исте боје. Покретни предмети, стакло, специјалне зидне површине, течности или подручја која су премала неће моћи да причврсте портале. Чел понекад добија коцке које може да покупи и користи да се попне на или да притисне велика дугмад која отварају врата или активирају механизме. Поља честица, позната као "Emancipation Grills", повремено названа "Fizzlers" у коментарима програмера, постоје на крају свих и унутар неких тестних комора; када прођу кроз њих, они ће деактивирати све активне портале и дезинтегрисати сваки објекат који се провлачи. Ова поља такође блокирају покушаје покретања портала кроз њих.
Иако је Чел опремљена механизованим опругама за пету како би спречила оштећење од пада, може бити убијена разним другим опасностима у коморама за тестирање, као што су топови куполе, лоптице енергије које се одбијају и токсична течност. Такође је могу убити предмети који је ударају великом брзином и низ дробилица које се појављују на одређеним нивоима. За разлику од већине акционих игара у то време, не постоји индикатор здравља; Чел умире ако јој се нанесе одређена штета у кратком периоду, али се прилично брзо враћа у потпуно здравље. Неке препреке, као што су енергетске кугле и клипови за дробљење, наносе смртоносну штету једним ударцем.

Постоји много решења за решавање сваке слагалице. Два додатна режима се откључавају по завршетку игре која изазивају играча да разради алтернативне методе решавања сваке тестне коморе. Мапе изазова се откључавају близу половине, а напредне коморе се откључавају када се игра заврши. У режиму изазова, нивои се поново посећују са додатним циљем да се испитна комора заврши или са што мање времена, са најмање портала или са што мање корака. У напредном режиму, одређени нивои су сложенији са додатком више препрека и опасности.

## Синопсис

### Ликови
Игра садржи два лика: тихог протагонисту коју контролише играч по имену Чел и GLaDOS (Genetic Lifeform and Disk Operating System), компјутерску вештачку интелигенцију која надгледа и усмерава играча. У верзији на енглеском језику глас GLaDOS-у даје Елен Меклејн, иако је њен глас измењен да звучи вештачкије. Једине основне информације о Челу дате од GLaDOS-а; кредибилитет ових чињеница, као што је то што је Чел усвојена, сироче и нема пријатеља, у најбољем случају је упитна, пошто је GLaDOS лажов по сопственом признању. У стрипу „Lab Rat” који је створио Валв да премости раскорак између Portal и Portal 2, Челини записи откривају да је на крају одбијена као испитаник због „превише упорности” – главни разлог зашто је Даг Ратман, бивши радник Aperture Science, померио Чел на врх реда за тестирање.

### Подешавање
Portal се одвија у Aperture Science Laboratories Computer-Aided Enrichment Center — скраћено Aperture Science — који је истраживачка установа одговорна за креирање порталског пиштоља. Према информацијама представљеним на Portal 2, локација комплекса је на Горњем полуострву Мичигена. Aperture Science постоји у истом универзуму као и серија Халф-Лифе, иако су везе између две франшизе ограничене на референце.
Информације о компанији, коју је Валв развио за креирање подешавања игре, откривају се током игре и путем промотивне веб странице у стварном свету. Према веб страници Aperture Science, Кејв Џонсон је основао компанију 1943. године са искључивом сврхом прављења завеса за туширање за америчку војску. Међутим, након што је 1978. постао ментално нестабилан од „тровања месечевом стеном“, Џонсон је направио трослојни план истраживања и развоја како би своју организацију учинио успешном. Прва два нивоа, Контра-Хајмлихов маневар (маневар осмишљен да обезбеди гушење) и Фондација Take-A-Wish (програм да се жеље смртно болесне деце дају одраслима којима су потребни снови), били су комерцијални неуспеси и водили су на истрагу о компанији од стране америчког Сената. Међутим, када је истражни комитет чуо за успех трећег нивоа — ад хок квантног тунела величине особе кроз физички простор, са могућом применом као завеса за туширање — трајно се повукао и дао Aperture Science уговор на неодређено време да наставити своја истраживања. Развој GLaDOS-а, вештачки интелигентног истраживача и оперативног система на диску, почео је 1986. године као одговор на рад Black Mesa на сличној технологији портала. Презентација виђена током играња открива да је GLaDOS такође био укључен у предложену понуду за водове горива за одлеђивање, уграђен као потпуно функционалан систем за операцију диска који је вероватно жив, за разлику од предлога Black Mesa, који спречава лед, ништа више.  Отприлике тринаест година касније, рад на GLaDOS-у је завршен и непроверена вештачка интелигенција је активирана током компанијског дана довођења своје ћерке на посао у мају 2000.  Одмах након активације, објекат је био преплављен смртоносним неуротоксином од стране AI. Догађаји прве Half-Life игре дешавају се убрзо након тога, вероватно напуштајући објекат заборављен од спољног света због апокалиптичних дешавања. Волпав је, описујући завршетак Portal 2, потврдио да се инвазија Комбајна, која се хронолошки одвија након Half-Life-а и пре Half-Life 2, догодила пре догађаја на Portal 2.
Подручја Enrichment Center које Чел истражује сугеришу да је то део огромне истраживачке инсталације. У време догађаја приказаних у Portal, чини се да је објекат одавно напуштен, иако већина његове опреме остаје у функцији без људске контроле. Током свог развоја, Half-Life 2: Episode Two је садржао поглавље постављено на брод ледоломца Borealis компаније Aperture Science, али ово је напуштено и уклоњено пре објављивања.

### Прича
Игра почиње тако што се Чел пробуди из стазисног кревета и чује упутства од GLaDOS-а, вештачке интелигенције, о предстојећим тестовима. Чел улази у узастопне различите коморе које је уводе у различите изазове које треба да реши користећи њен портални пиштољ, са GLaDOS-ом као њеном једином интеракцијом. GLaDOS обећава торту као награду за Чел ако заврши све тестне коморе. Како се Чел ближи крају, GLaDOS-ови мотиви и понашање постају злокобнији, сугеришући неискреност и бешћутно занемаривање безбедности и добробити испитаника. Пробне коморе постају све опасније како Чел напредује, укључујући курс бојеве ватре дизајниран за војне андроиде, као и коморе преплављене опасном течношћу. У једној комори, GLaDOS приморава Чел да "еутаназира" Weighted Companion Cube у спалионици, након што је Чел користи за помоћ.
Након што Чел заврши последњу тестну комору, GLaDOS маневрише Чел у спалионицу у покушава да је убије. Чел бежи са порталним пиштољем и пробија се кроз подручја одржавања унутар Enrichment Center. GLaDOS се успаничи и инсистира да се претварала да убија Чел у оквиру тестирања, док постаје јасно да је GLaDOS претходно убио све становнике центра. Чел путује даље кроз просторе за одржавање, откривајући оронуле делове иза позорнице прекривене графитима који укључују изјаве као што су „торта је лаж“, и пастиш цитата познатих песника као што су Хенри Водсворт Лонгфелоу и Емили Бронте.
Упркос GLaDOS-овим покушајима да је разувери лажима и претњама, Чел наставља и на крају се суочава са GLaDOS-ом у великој комори у којој њен хардвер виси изнад главе. Сфера убрзо пада са GLaDOS-а и Чел је баца у спалионицу. GLaDOS открива да је сфера била морално језгро њене савести, једно од вишеструких језгара личности које су запослени у Aperture Science-у инсталирали након што је преплавила центар гасом неуротоксина; са уклоњеним језгром, она може поново да приступи његовим емитерима. Шестоминутно одбројавање почиње док Чел уклања и спаљује још GLaDOS-ових језгара личности, док је GLaDOS исмејава и напада. Након што Чел уништи последње језгро личности, квар разбија просторију и све преноси на површину. Чел лежи испред капија објекта усред остатака GLaDOS-а, али је одмах одвучена од стране невидљивог роботског ентитета. 
Последња сцена, посматрана у унутрашњости објекта, приказује Шварцвалдску торту осветљену свећама и Weighted Companion Cube, окружену полицама које садрже десетине неактивних језгара личности. Језгра почињу да светле, пре него што се роботска рука спусти и угаси свећу на торти, бацајући собу у мрак. Преко кредита, GLaDOS доноси завршни извештај кроз песму „Still Alive“, проглашавајући експеримент успешним.

## Развој

### Концепт
Portal је Валвов духовни наследник бесплатне игре Narbacular Drop, независне игре из 2005. коју су објавили студенти DigiPen института за технологију; Валв је потом ангажовао оригинални тим Narbacular Drop-а. Валв се заинтересовао за Narbacular Drop након што је видео игру на годишњем сајму каријера DigiPen-а; Робин Вокер, један од Валвових програмера, видео је игру на сајму и касније је контактирао тим дајући им савете и понуду да покажу своју игру у Валвовим канцеларијама. Након њихове презентације, Валвов председник Гејб Њуел брзо је понудио целом тиму послове у Валву да даље развијају игру. Њуел је касније прокоментарисао да је био импресиониран DigiPen тимом јер су „они заправо спровели концепт“, већ су укључили интеракцију између портала и физике, довршавајући већину посла који би Валв морао сам да обави. Да би тестирао ефикасност механике портала, тим је направио прототип у интерном 2Д мотору за игре који се користи у DigiPen-у. Одређени елементи су задржани из Narbacular Drop-а, као што је систем идентификације две јединствене крајње тачке портала са бојама наранџасте и плаве. Кључна разлика у механици потписивања портала између ове две игре је, међутим, портални пиштољ из Portal не може да креира портал кроз постојећи портал за разлику од Narbacular Drop-а. Оригинална поставка игре, принцеза која покушава да побегне из тамнице, одбачена је у корист приступа Aperture Science. Portal-у је било потребно отприлике две године и четири месеца да се заврши након што је DigiPen тим доведен у Валв, и не више од десет људи је било укључено у његов развој. Писац портала Ерик Волпав, којег је Валв, заједно са колегом писцем Четом Фалишеком, ангажовао за игру, тврди да „Без ограничења Portal не би био тако добра игра“.
У првој години развоја, тим се углавном фокусирао на игру без икакве наративне структуре. Тестери су открили да је игра забавна, али су питали ка чему воде ове тестне коморе. Ово је подстакло тим да смисли нарацију за Portal. Тим Portal-а је радио са писцем серије Half-Life Марк Лајдлавом на уклапању игре у заплет серије. Ово је учињено, делом, због ограничених уметничких могућности малог тима; уместо да праве нова средства за Portal, одлучили су да повежу игру са постојећом франшизом — Half-Life — како би им омогућили да поново користе уметничка средства Half-Life 2. Волпав и Фалишек су ангажовани на дијалогу за Portal. Концепт компјутерске вештачке интелигенције која води играча кроз експерименталне објекте за тестирање порталног пиштоља настао је на почетку процеса писања. Нацртали су прве редове за још названу „учтиву“ вештачку интелигенцију са шаљивим ситуацијама, као што је захтевање од лика играча да „преузме позицију за подношење пратње странке“, и открили су да је овај стил приступа добро прилагођен игрици коју су желели да створе, што је на крају довело до стварања GLaDOS карактера. GLaDOS је био централни део заплета, као што Волпав примећује „Ми смо дизајнирали игру тако да има врло јасан почетак, средину и крај, и желели смо да GLaDOS прође кроз промену личности у свакој од ових тачака.“ Волпав даље описује идеју коришћења колача као награде као што је „на почетку процеса развоја Portal-а, сели смо као група да одлучимо на ком филозофу или школи филозофије ће се заснивати наша игра. Уследило је 15-ак минута ћутања, а онда је неко поменуо да многи воле торте.“ Елемент торте, заједно са додатним порукама датим играчу у областима иза сцене, написала је и нацртала Ким Свифт.

### Дизајн
Строга подешавања у игри су настала јер су тестери провели превише времена покушавајући да допуне загонетке користећи декоративне, али нефункционалне елементе. Као резултат тога, поставка је сведена на минимум како би се лакше уочили употребљиви аспекти слагалице, користећи клинички осећај окружења у филму Острво као референцу. Иако су постојали планови за трећу област, канцеларијски простор, који ће бити укључен након тестних комора и подручја за одржавање, тиму је понестало времена да га укључи. Такође су одустали од увођења Човека пацова, лика који је остављао поруке у областима за одржавање, како би избегли стварање превише наратива за игру, иако је лик даље развијен у везивном стрипу „Lab Rat“, повезује причу Portal и Portal 2. Према вођи пројекта Ким Свифт, последња битка са GLaDOS-ом је прошла кроз многе итерације, укључујући и то што су играча јурили ласери Џејмса Бонда, што је делимично примењено на куполе, Portal Kombat где би играч морао да преусмери ракете избегавајући паљбу куполе, и секвенца јурњаве која прати GLaDOS који бежи. На крају су открили да играчи за тестирање уживају у прилично једноставној слагалици са одбројавањем при крају; Свифт је приметила: „Временски притисак тера људе да мисле да је нешто много компликованије него што заиста јесте“, а Волпав је признао: „Било је заиста јефтино направити [неуротоксин гас]“ како би се поједноставио дијалог током битке.
Челино лице и тело су направљени по узору на Алесије Глајдвел, америчка слободна глумица и уметница гласа, коју је Валв одабрао из локалне агенције за моделе за њено лице и структуру тела. Елен МекЛејн је дала глас антагонисткињи GLaDOS. Ерик Волпав је приметио: „Када смо још тражили глас куполе, Елен је урадила спарану верзију. Није функционисало за куполе, али нам се много допало, па је мало модификована верзија тога постала модел за GLaDOS-ову коначну инкарнацију.“
Инспирација за Weighted Companion Cube била је од вође пројекта Ким Свифт са додатним доприносом од Волпава из читања неке "декласификоване ствари владиног испитивања" у којој "изолација доводи субјекте да почну да се везују за неживе објекте"; Свифт је прокоментарисала: „Имали смо дуг ниво који се зове Box Marathon; желели смо да играчи понесу ову кутију са собом од почетка до краја. Али људи би заборавили на кутију, па смо додали дијалог, применили срце на коцку и наставили да повећавамо анту док се људи не вежу за кутију. Касније смо додали идеју о спаљивању. Уметнички израз је израстао из игре.“ Волпав је даље приметио да је потреба за спаљивањем Weighted Companion Cube настала као резултат коначног дизајна битке са шефовима; препознали су да нису увели идеју спаљивања неопходну да би се завршила битка са шефом, и обучавањем играча да то ради помоћу Weighted Companion Cube, нашли су наратив „много јачу“ својом „смрћу“. Свифт је приметила да су све сличности са психолошким ситуацијама у Милграмовом експерименту или 2001: Одисеја у свемиру потпуно случајне.
Пуно име порталског пиштоља, Aperture Science Handheld Portal Device, може се скраћено називати ASHPD, што личи на скраћено име Адријана Шепарда, протагонисте Half-Life: Opposing Force. Фанови су приметили ову сличност пре изласка игре; као резултат тога, тим је ставио црвену харингу у игру тако што је истакла слова Адријана Шепарда на тастатурама које се налазе у игри. Према Ким Свифт, торта је торта из Шварцвалда за коју је мислила да најбоље изгледа у оближњој пекари и кафеу Регент у Редмонду, Вашингтон, и, као ускршње јаје у игри, њен рецепт је разбацан по разним екранима који приказују редове бинарних кодова. Пекара Регент је изјавила да је од изласка игре њена торта из Шварцвалда била једна од најпопуларнијих ствари.

### Саундтрек
Већина саундтрека је нелирска амбијентална музика коју су компоновали Кели Бејли и Мајк Мораски, помало мрачна и мистериозна да би одговарала расположењу окружења. Завршну песму, „Still Alive“, написао је Џонатан Колтон, а отпевала је Елен Меклејн (класично обучени оперски сопран) као лик GLaDOS-а. Кратка инструментална верзија песме "Still Alive" се пушта у брзом латинском стилу преко радија у игри. Волпав напомиње да је Колтон био позван у Валв годину дана пре објављивања игре Portal, иако још није било јасно где ће Колтон допринети. „Када смо се Ким [Свифт] и ја срели са њим, брзо је постало очигледно да има савршен сензибилитет да напише песму за GLaDOS.“ Употреба песме преко завршних шпица била је заснована на сличном концепту из игре God Hand, једног од Волпавових омиљених наслова. Песма је објављена као песма за бесплатно преузимање за музичку видео игру Rock Band 1. априла 2008. Саундтрек за Portal објављен је као део Оригиналног саундтрака The Orange Box.
Саундтрек је објављен у малопродајном пакету од четири диска, Portal 2: Songs To Test By (Collector's Edition), 30. октобра 2012, са музиком из обе игре. Саундтрек је објављен преко Стим Мусике 24. септембра 2014.

## Издање
Portal је први пут објављен као део The Orange Box за Виндовс и Иксбокс 360 10. октобра 2007. и за Плејстејшн 3 11. децембра 2007. Виндовс верзија игре је такође доступна за засебно преузимање преко Валвовог система за испоруку садржаја, Стим, и објављена је као самостални малопродајни производ 9. априла 2008. Поред Portal-а, Box је такође укључивао Half-Life 2 и његове две додатне епизоде, као и Team Fortress 2. Валв је сматрао да укључивање Portal-а унутар Box експеримент; немајући појма о успеху Portal-а, Box му је обезбедио „сигурносну мрежу“ путем ових других игара. Portal је задржан на скромној дужини у случају да игра не прође добро код играча.
У јануару 2008. Валв је објавио специјалну демо верзију под називом Portal: The First Slice, бесплатну за све кориснике Стима који користе Нвидиа графички хардвер као део сарадње између две компаније. Такође долази у пакету са Half-Life 2: Deathmatch, Peggle Extreme и Half-Life 2: Lost Coast. Демо укључује тест коморе од 00 до 10 (укупно једанаест). Валв је од тада учинио демо доступном свим корисницима Стима.
Portal је прва игра коју је развио Валв која је додата на OS X-компатибилну листу игара доступних приликом лансирања Стим клијента за Мак 12. маја 2010. који подржава Steam Play, у којој куповина игре на Макинтошу или Виндовс рачунар омогућава да се игра на оба. Као део промоције, Portal је понуђен као бесплатна игра за све кориснике Стима током две недеље након лансирања Мек клијента. У току прве недеље ове понуде, преко Стима је преузето преко 1,5 милиона примерака игре. Слична промоција одржана је у септембру 2011. године, пред почетак традиционалне школске године, подстичући коришћење игре као образовног средства за науку и математику. Валв је написао да сматрају да Portal „чини физику, математику, логику, просторно закључивање, вероватноћу и решавање проблема занимљивим, кул и забавним“, што је неопходна карактеристика за привлачење деце у учење. Ово је било повезано са Digital Promise, иницијативом Министарства образовања Сједињених Држава која помаже у развоју нових дигиталних алата за образовање, а чији је Валв део.
Portal: Still Alive је најављена као ексклузивна Xbox Live Arcade игра на Е3 конвенцији 2008. и објављена је 22. октобра 2008. Садржи оригиналну игру, 14 нових изазова и нова достигнућа. Додатни садржај је заснован на нивоима из пакета мапа Portal: The Flash Version коју је креирао We Create Stuff и не садржи додатне нивое везане за причу. Према портпаролу Валва Доуг Ломбарди, Мајкрософт је раније одбио Portal на платформи због његове велике величине. Portal: Still Alive је добро примљен од стране рецензената. Ендрју Хејворд из 1UP.com је изјавио да је, са лакшим приступом и нижом ценом него што плаћате за The Orange Box,Portal је сада „јачи него икад“. Уредник IGN-а Кам Шеа га је рангирао на пето место на својој листи 10 најбољих Xbox Live Arcade игара. Он је навео да је дискутабилно да ли власник The Orange Box-а треба да купи ово, јер његови додатни нивои не доприносе парцели. Међутим, он је похвалио квалитет нових мапа укључених у игру. Игра је заузела 7. место на каснијој листи најбољих Xbox Live Arcade наслова коју је саставило особље IGN-а у септембру 2010.
Током ГПУ технолошке конференције 25. марта 2014. године, Нвидиа је најавила порт за Portal на Нвидиа Шилд, њихов Андроид ручни уређај; лука је пуштена 12. маја 2014. Поред Portal-а 2, Portal је пуштен на Нинтендо Свич 28. јуна 2022. као део Portal: Companion Collection, који су развили Валв и Nvidia Lightspeed Studios. Нвидиа је најавила Portal With RTX, ремастер са намером да покаже функционалност GeForce 40 серије картица са праћењем зрака у реалном времену, за издавање као бесплатни ДЛЦ, првобитно планиран за новембар 2022. Објављена је 8. децембра 2022.

## Пријем
Portal је добио признање критике, често зарађујући више похвала од Half-Life 2: Episode Two или Team Fortress 2, два наслова такође укључена у The Orange Box. Похваљен је због јединствене игре и црног хумора. Eurogamer је навео да је „начин на који игра напредује од једноставног скупа површних задатака до потпуног дела Half-Life приче апсолутни геније“, док је GameSpy приметио: „Оно што Portal недостаје у дужини, то је више него надокнађује усхићење“. Игра је критикована због оскудних окружења, и критикована и хваљена због кратке дужине. Збирне рецензије за самосталну компјутерску верзију Portal-а дале су игри 90/100 до 28 рецензије на Метакритику. У 2011. години, Валв је навео да је Portal продао више од четири милиона примерака кроз малопродајне верзије, укључујући самосталну игру и The Orange Box, и Xbox Live Arcade верзију.
Игра је изазвала обожаваоце за Weighted Companion Cube — иако сама коцка не говори нити се понаша у игри. Обожаваоци су креирали плишане и папирнате верзије коцке и разних купола, као и модификације кућишта за рачунар и моделе Portal колача и порталног пиштоља. Џип Барнет, програмер за Portal, приметио је да су играчи рекли Валву да су сматрали да је емотивније спалити Weighted Companion Cube него да нашкоде једној од „Малих сестара“ из BioShock-а. И GLaDOS и Weighted Companion Cube били су номиновани за награду за најбољег новог лика на G4, а GLaDOS је освојио награду јер „има ретке које ће играчи цитирати годинама које долазе“. Бен Крошоу из Zero Punctuation похвалио је игру као „апсолутно узвишену од почетка до краја... Очекивао сам гомилу занимљивих загонетки заснованих на порталима и управо то сам добио, али оно што нисам очекивао је неки од најсмешнијих црних хумора које сам икада чуо у игри." Сматрао је да је кратка дужина идеална јер није надмашила добродошлицу.
Пишући за GameSetWatch 2009. године, колумниста Данијел Џонсон истакао је сличности између Portal-а и есеја Ервинга Гофмана о драматургији, Презентација себе у свакодневном животу, који изједначава нечију личност са предњим и позадинским просторима позоришта. Игра је такође постала део потребног материјала за курс међу осталим класичним и савременим радовима, укључујући Гофманов рад, за бруцошки курс „посвећен ангажовању студената са фундаменталним питањима човечанства из више перспектива и неговању осећаја заједништва“ за Вабаш Колеџ у 2010. Portal је такође наведен као снажан пример наставне скеле која се може прилагодити за више академских ситуација учења, пошто је играч, кроз пажљиво дизајнирање нивоа од стране Валва, први у руци у решавању једноставних загонетки са много наговештаја за тачно решење, али ова подршка се полако уклања како играч напредује у игри, а потпуно се уклања када играч дође до друге половине игре. Хамиш Тод из Rock Paper Shotgun је сматрао Portal примерним средством за дизајн игре тако што је демонстрирао низ комора након што је играч набавио порталски пиштољ који нежно уводе концепт бацања без икаквих експлицитних упутстава. Портал је био изложен на Smithsonian Art Exhibition у Америци од 14. фебруара до 30. септембра 2012. године. Portal је освојио одељак „Акција“ за платформу „Модерни Виндовс“.
Од свог објављивања Portal се и даље сматра једном од најбољих видео игара свих времена, након што је био укључен на неколико кумулативних листа „Најбољих игара свих времена“ до 2018.

### Награде
Portal је освојио неколико награда:
- На додели награда Game Developers Choice Awards 2008, Portal је освојио награду за игру године, заједно са наградом за иновацију и награду за најбољи дизајн игре.[103]
- ИГН је доделио Portal неколико награда, за најбољу слагалицу за компјутере[104] и Иксбокс 360,[105] Најиновативнији дизајн за компјутере,[106] и најбољу песму да завршну шпицу (за „Still Alive“) за Иксбокс 360,[107] заједно са укупним признањима за најбољу слагалицу[108] и најиновативнији дизајн.[109]
- У свом најбољем издању 2007., GameSpot је доделио The Orange Box са 4 награде у знак признања Portal-а, доделивши признања за најбољу слагалицу,[110] најбоље нове ликове (за GLaDOS),[111] најсмешнију игру,[112] и Најбољи оригинални механичар игре (за порталски пиштољ).[113]
- Portal је добио награду за игру године (за компјутерске игре), најбољу нарацију (за компјутерске игре) и најбољу иновацију (за компјутерске игре и конзолу) од стране 1UP.com у својим уредничким наградама за 2007. годину.[114]
- GamePro је одао почаст игри за Најупечатљивијег зликовца (за GLaDOS) у својим наградама Editors' Choice 2007.[115]
- Portal је 2007. године добио награду за игру године од стране Joystiq,[116] Good Game,[117] и Shacknews.[118]
- Награда за најоригиналнију игру од X-Play-а.[119]
- У наградама за игру године у Official Xbox Magazine 2007, Portal је освојио најбољи нови лик (за GLaDOS), најбољу оригиналну песму (за „Still Alive“) и иновацију године.[120]
- На GameSpy-јевим наградама за игру године 2007, Portal је био препознат као најбоља слагалица,[121] најбољи лик (за GLaDOS) и најбољи помоћник (за коцку са тежином).[121]
- The A.V. Club назвао ју је најбољом игром 2007.[122]
- Веб стрип Penny Arcade наградио је Portal за најбољу музику, најбољи сценарио и најбољег новог механичара игре у сатиричним наградама We're Right Awards 2007.[123]
- Eurogamer је Portal-у дао прво место на својој ранг листи Топ 50 игара 2007.[124]
- ИГН је такође поставио GLaDOS, (са Portal-а) као Број 1 Зликовца из видео игара на листи најбољих 100 негативаца.[125]
- GamesRadar ју је прогласио најбољом игром свих времена. [126]
- У новембру 2012, Тајм ју је прогласио једном од 100 највећих видео игара свих времена. [127]
- Wired је сматрао Portal једном од најутицајнијих игара прве деценије 21. века, верујући да је најбољи пример квалитета уместо квантитета за видео игре. [128]

## Наслеђе
Популарност игре и њених ликова навела је Валв да развије робу за Portal која је доступна преко његове онлајн продавнице физичке робе Валв. Неки од популарнијих артикала су биле плишане играчке Weighted Companion Cube и чупаве коцкице. Када су први пут пуштени, оба су распродата за мање од 24 сата. Остали производи доступни у продавници Валв укључују мајице и шоље за кафу Aperture Science и паркинг налепнице, као и робу која се односи на фразу „торта је лаж“, која је постала интернет мим. Волпав је напоменуо да нису очекивали да ће одређени елементи игре бити толико популарни као што су били, док су остали елементи за које су очекивали да ће постати модни били игнорисани, као што је џиновски обруч који се котрља по екрану током завршне сцене игре који тим је назвао Хупи.
Незванични порт се развија на конзоли Нинтендо 64.
Око Portal-а се развила заједница модификовања, са корисницима који праве сопствене тестне коморе и друге модификације у игри. Група „We Create Stuff“ је направила Adobe Flash верзију за Portal, под називом Portal: The Flash Version, непосредно пре објављивања The Orange Box. Ова флеш верзија је добро прихваћена од стране заједнице и група ју је од тада конвертовала у пакет мапа за објављену игру. Још један мод, Portal: Prelude, је незванични наставак који је развио независни тим од три особе који се фокусира на еру науке о отвору бленде пре GLaDOS-а и садржи деветнаест додатних „лукавих и изазовних“ тестних комора. ASCII верзију Portal-а креирао је Џо Ларсон. Направљен је незванични порт Portal-а на Ајфон користећи Јунити погон игре, али се састојао само од једне собе из игре. Mari0 је мешавина за четири играча оригиналне Super Mario Bros.. и Portal-а коју су направили обожаваоци.
Свифт је изјавила да ће будући развој Portal-а зависити од реакција заједнице, рекавши: „У овом тренутку још увек играмо по слуху, схватајући да ли желимо следеће да направимо режим за више играча, Portal 2 или да објавимо пакете мапа.“ Неке гласине у вези с наставком појавиле су се због позива за гласовне глумце. Дана 10. марта 2010, Portal 2 је званично најављен за издавање крајем те године; најави је претходила игра алтернативне реалности заснована на неочекиваним печовима направљеним на Portal-у које су садржале криптичне поруке у вези са најавом Portal 2 укључујући ажурирање игре, стварајући другачији завршетак за судбину Чел. Оригинална игра оставила ју је на напуштеном паркингу након што је уништила GLaDOS, али ажурирање је укључивало Чел коју је „Party Escort Bot“ одвукао назад у објекат. Иако је Portal 2 првобитно био најављен за Q4 2010, игра је објављена 19. априла 2011.

Филмска адаптација је у паклу развоја од 2013. године, а 25. маја 2021. објављено је да је пројекат још у развоју од стране Bad Robot Productions и да је сценарио написан.